# Очковий ведмідь
Очковий або окулярний або андський ведмідь (Tremarctos ornatus) — ссавець з родини ведмедевих, представник окремої підродини Tremarctinae.

## Назва
Назву «очковий ведмідь», попри її непритаманність українській мові, для роду Tremarctos подано у зоологічному словнику О. Маркевича та К. Татарка (1983: с. 219). Рід є монотипним, тому назва виду й роду може бути ідентичною, проте використання назви іншого роду для виду, що дистанційований на рівні підродини, є недоречним, але питання на сьогодні не розв'язано. Допоки не з'явиться наукова публікація з українською назвою цього роду, необхідно послуговуватися цим біноменом «очковий ведмідь». Відповідно до прийнятих рекомендацій щодо наукових назв, відсутніх в українській мові, альтернативою може бути калька з латини — «Тремарктос», проте така назва поки не має авторитетного джерела.
Етимологія: дав.-гр. τρῆμα — «діра», дав.-гр. ἄρκτος — «ведмідь», що стосується незвичної діри в плечовій кістці; лат. ornatus — «барвистий».

## Загальний опис
Це відносно невеликий звір, що походить з Південної Америки. Має чорне кошлате хутро і характерні світлі смуги та плями на морді та верхній частині грудей. Самці на третину більші від самиць, важать 130—300 кг, а самиці 35–82 кг. Вид мешкає в кількох районах Південної Америки, включаючи східну Панаму, західну Венесуелу і Бразилію, Колумбію, Еквадор, Перу, західну Болівію і північно-західну Аргентину. Очковий ведмідь — єдиний сучасний вид ведмедів, що походить з Південної Америки та єдиний сучасний вид підродини Tremarctinae.

## Зовнішній вигляд
Це звір середньої величини: довжина його тіла 170—220 см, хвоста — 7–10 см, висота в плечах 110—125 см; важить від 130 кг (самиці) й до 300 кг (самці). Найбільша маса очкового ведмедя у світі зафіксовано у Аргентинському зоопарку 2014 року — 575 кг. Хутро кудлате, вугільно-чорне або чорно-буре до 15 см, кігті 10–20 см. Навколо очей білі або жовтуваті кільця (звідси назва), що з'єднуються з білим півкругом на горлі. Втім, у деяких особин плями відсутні. Морда коротша, ніж у інших ведмедів.
Середня тривалість життя в природі — 21 рік.

## Місця проживання
Мешкає переважно в гірських лісах (на висоті до 3000 м) західного схилу Анд, часом з'являється на відкритих лугових схилах і навіть в низовинних саванах і чагарниках. Ареал його проживання включає захід Венесуели, Еквадор, Перу, захід Болівії і Панаму.

## Живлення та поведінка
Біологія очкового ведмедя вивчена погано. Це нічні і присмеркові тварини, що не впадають в сплячку (хоча вони можуть влаштовувати собі барлоги).
Вважається, що цей вид в найбільшій мірі рослиноїдний ведмідь з усієї родини. Живляться ці ведмеді головним чином листям, травою, плодами і кореневищами, іноді залазять на високі пальми, ламають гілки, а потім поїдають їх на землі, охоче розривають мурашники і термітники; відносно вузька морда і довгий язик дозволяють очковим ведмедям здобувати комах з глибини зруйнованого житла. В деяких районах очковий ведмідь шкодить посівам кукурудзи. Припускають також, що він може нападати на оленів, гуанако і вікуній. Не гидуватиме падлом.
Очкові ведмеді — зазвичай одиночні, не територіальні тварини.

## Статус популяції
Чисельність очкових ведмедів невисока (зникаючий вид), вони внесені до червоного списку МСОП — статус «уразливий».

## Галерея

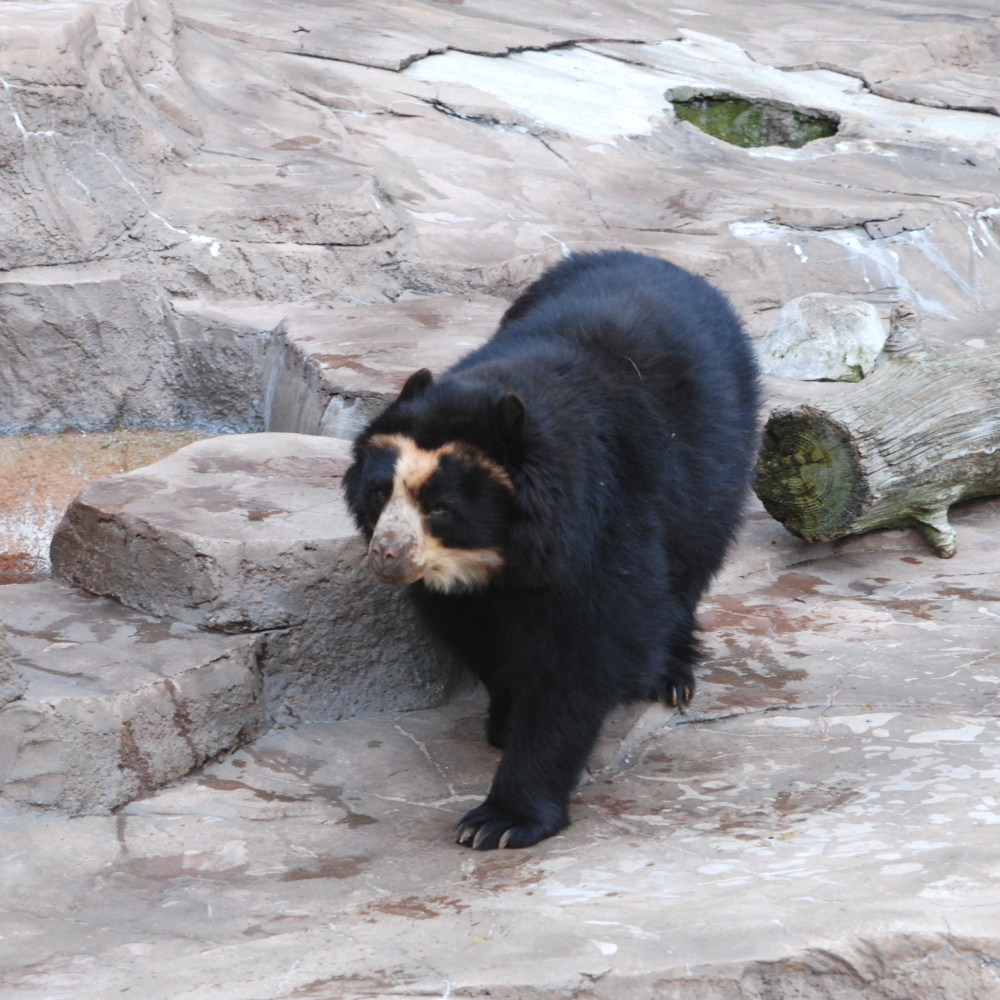
Зоопарк в Осаці
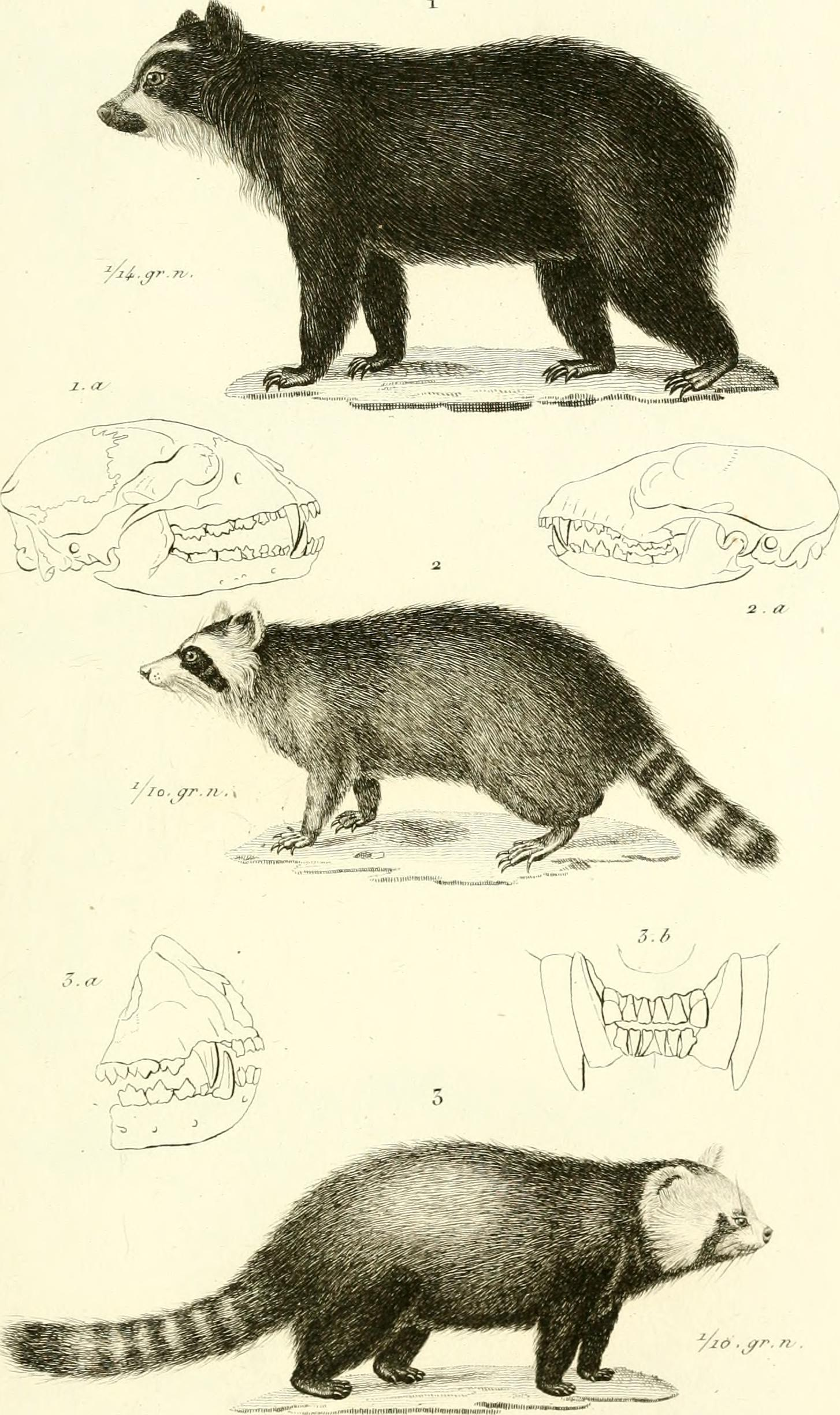
Зверху вниз: Ursus ornatus, Procyon lotor, Ailurus refulgens
Колумбійська монетаКолумбійська монета